# Blanket Creek Park
Blanket Creek Park är en park i Kanada.   Den ligger i provinsen British Columbia, i den södra delen av landet, 3 200 km väster om huvudstaden Ottawa. Blanket Creek Park ligger 452 meter över havet. Den ligger vid sjöarna  Lower Arrow Lake och Upper Arrow Lake.
Terrängen runt Blanket Creek Park är bergig åt nordväst, men åt sydost är den kuperad. Blanket Creek Park ligger nere i en dal. Trakten runt Blanket Creek Park är nära nog obefolkad, med mindre än två invånare per kvadratkilometer.. Närmaste större samhälle är Revelstoke, 18,6 km norr om Blanket Creek Park.
I omgivningarna runt Blanket Creek Park växer i huvudsak barrskog.